# Maslinica
Maslinica är en ort i Kroatien.   Den ligger i länet Dalmatien, i den södra delen av landet, 270 km söder om huvudstaden Zagreb. Maslinica ligger 19 meter över havet och antalet invånare är 208.
Terrängen runt Maslinica är huvudsakligen platt, men åt nordost är den kuperad. Havet är nära Maslinica västerut.  Närmaste större samhälle är Trogir, 13,1 km norr om Maslinica. 